# Cabera arenosaria
Cabera arenosaria là một loài bướm đêm trong họ Geometridae.